# Adorazione dei Magi (Dürer)

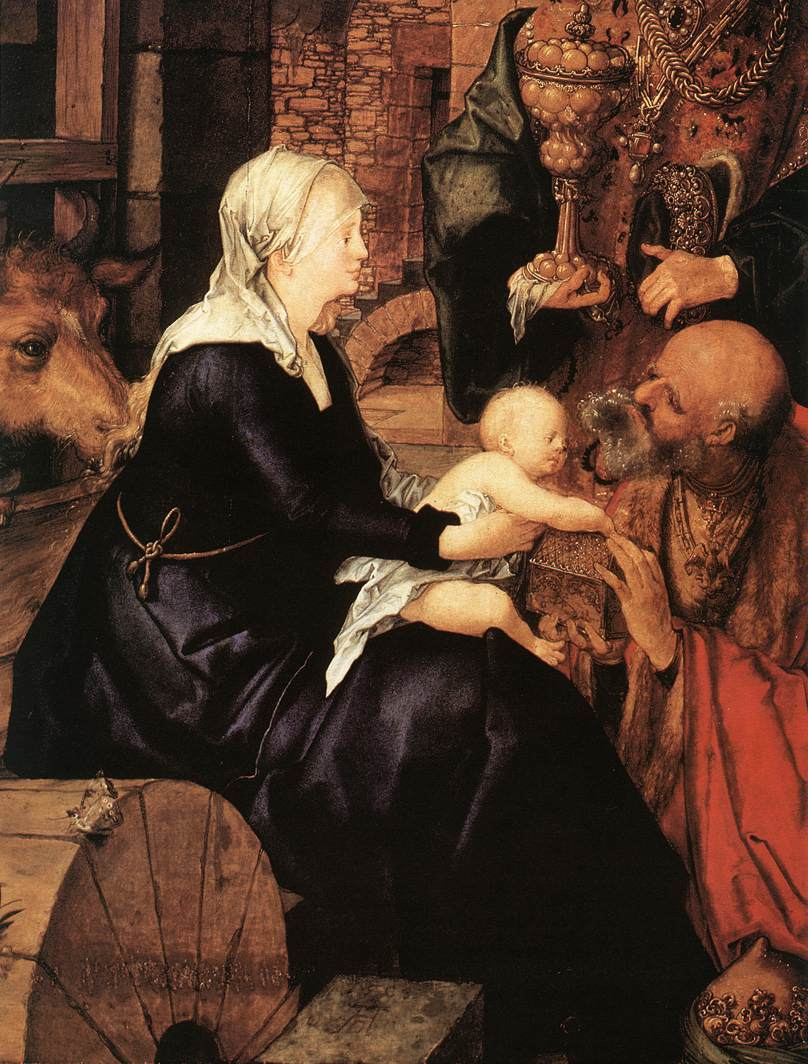
Dettaglio

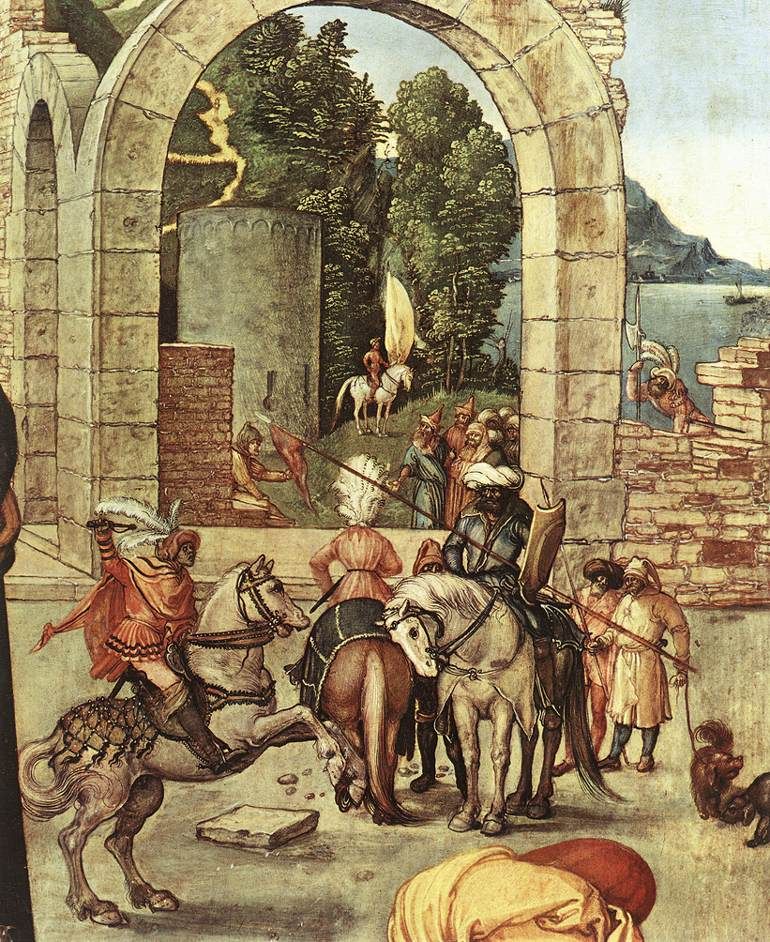
Dettaglio

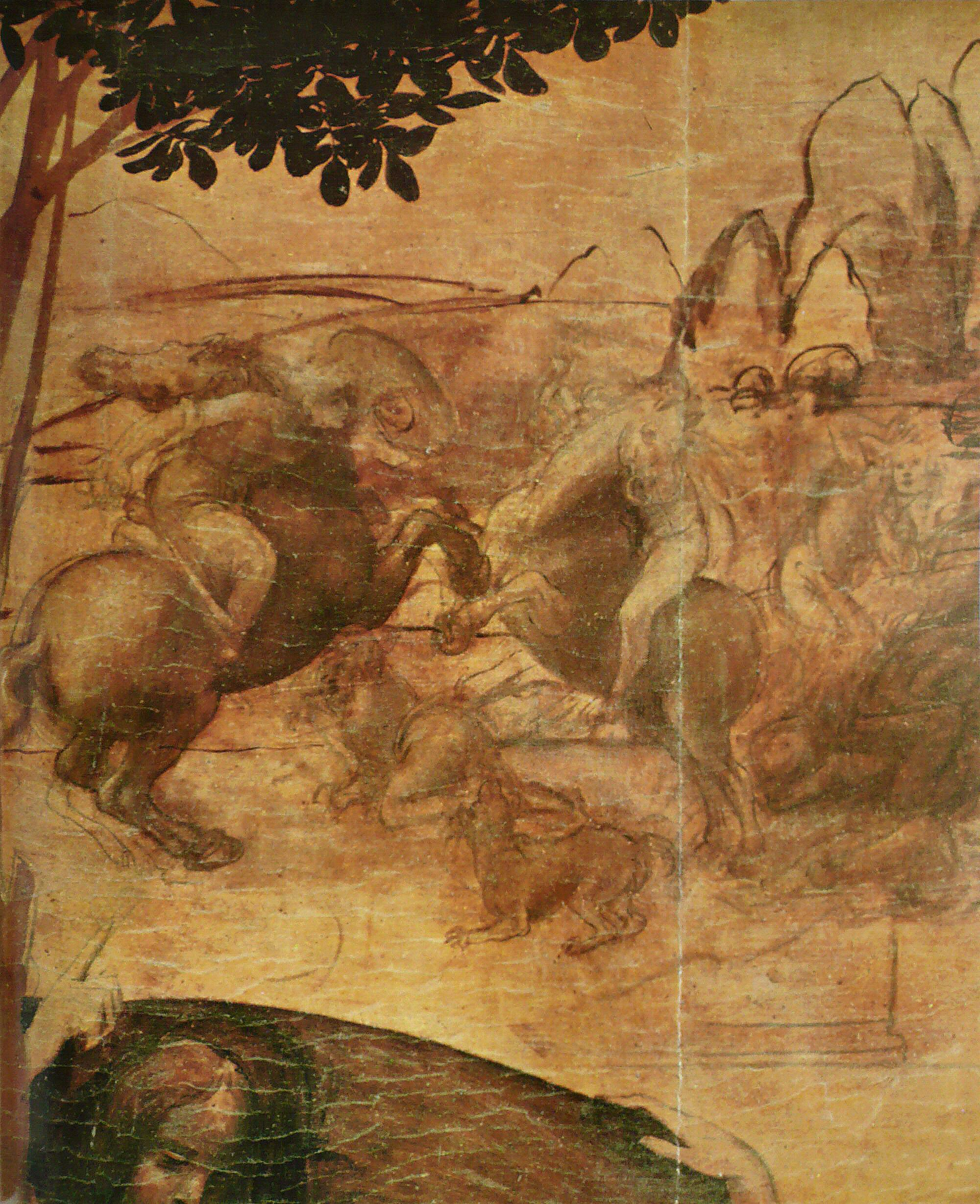
Leonardo da Vinci, Adorazione dei Magi (1481-1482), dettaglio

L'Adorazione dei Magi è un dipinto a olio su tavola (199x113,5 cm) di Albrecht Dürer, siglato col monogramma e datato 1504, e conservato nella Galleria degli Uffizi di Firenze.

## Storia
L'opera fu commissionata da Federico il Saggio per l'altare della cappella del castello di Wittenberg e venne terminata nel 1504, come testimonia la data sulla pietra in primo piano vicino al monogramma dell'artista. Si tratta di uno dei dipinti più significativi dell'artista nel periodo compreso tra il primo (1494-1495) e il secondo viaggio in Italia (1505).
L'opera stette nelle collezioni imperiali di Vienna di Rodolfo II, in particolare nella Kunstkammer del palazzo, dal 1603, come dono dell'elettore Cristiano II di Sassonia.
Rimase a Vienna fino al 1793, quando il direttore degli Uffizi Luigi Lanzi, desideroso di arricchire organicamente le collezioni della galleria fiorentina con un'opera importante che rappresentasse il rinascimento tedesco, propose e vide accettato un normale scambio di opere, dando una pala di Fra Bartolomeo, la Presentazione al Tempio del 1516.
Nelle antiche descrizioni del castello di Wittenbach si cita anche la figura di san Giuseppe, che si sarebbe dovuta trovare a sinistra della capannuccia, descritto chiaramente come in piedi accanto all'asino che mostra i denti. Ma la sua figura non esiste neanche nella copia del dipinto dei primi del Cinquecento nella Biblioteca Universitaria di Erlangen, per cui si è ipotizzato che fosse un'aggiunta apocrifa del periodo controriformistico tra Cinque e Seicento, quando la figura del padre putativo di Gesù assunse un ruolo preminente nella liturgia cattolica.
Si è ipotizzato che la tavola fosse lo scomparto centrale dell'Altare Jabach, ma appare piuttosto inverosimile poiché i due pannelli laterali, che si sarebbero dovuti chiudere ad anta su di esso, per quanto di misure compatibili hanno la sommità centinata, che non avrebbe potuto coprire lo scomparto centrale. Tra i vari disegni ascrivibili a studi per la pala c'è un foglio nell'album di schizzi di Dresda (1500-1503 circa) che riproduce una splendida coppa molto simile a quella tenuta al centro del dipinto dal re in piedi.

## Descrizione e stile
L'Adorazione si svolge secondo uno schema collaudato, con la Madonna di profilo che offre il Bambino all'adorazione dei Magi. La grande originalità dell'opera risiede però soprattutto nella commistione, ormai arrivata a un livello quasi perfetto, tra elementi italiani e nordici, che interessa la produzione del grande pittore tedesco dopo il suo rientro dal primo viaggio a Venezia. La centralità delle figure principali, l'orizzonte basso e alcuni dettagli come l'edificio classicheggiante in rovina o le nubi leggere che solcano il cielo rimandano infatti ai modelli italiani, mentre tipicamente nordiche sono l'attenzione al dettaglio e la ricchezza dell'ornato, soprattutto nelle vesti e nei gioielli dei Magi, che però non scavalcano mai il senso armonico generale dell'insieme.
Tipica di Dürer è poi la cromia che ricorda i toni luminosi e translucidi dell'acquerello, aggiornata alla ricchezza coloristica veneziana, con una dominante azzurrina nel cielo e nel paesaggio che è accostata ai colori più caldi delle figure in primo piano. Sapiente è quindi il dosaggio della saturazione dei colori, dalla scura capannuccia, da cui sporgono il bue e l'asinello ragliante, di grande naturalismo, fino al cielo terso e la straordinaria rocca sul picco di un monte sullo sfondo che appare velata dalla foschia, secondo le regole della prospettiva aerea, che genera un effetto di particolare preziosità ed amplifica la profondità spaziale, senza peraltro comprometterne mai l'unitarietà. Le figure si trovano disposte su più piani paralleli, evitando la frontalità rigida e creando sfondi diversificati per accentuare le figure principali. Perfette sono le proporzioni tra figure e ambiente.
La Madonna indossa il tipico manto blu, che le dà un particolare rilievo plastico, e un velo bianco, che spicca facendo convergere l'occhio dello spettatore sulla sua figura e sul vicino Bambino. I tre Magi, uno giovane e di colore, uno di età matura e fisionomia nordica (in cui qualcuno ha voluto riconoscere un autoritratto), uno anziano e di etnia caucasica, indossano una profusione di vesti ornate da ricami, pellicce e piume, con numerosi gioielli i cui riflessi luminosi testimoniano l'assimilazione della lezione fiamminga sui riflessi luminosi delle varie superfici. Portano doni che sono veri e propri capolavori d'oreficeria, riprendendo le forme dei reliquiari e di altri manufatti dell'epoca: sia il padre che i fratelli di Dürer erano infatti importanti orafi a Norimberga.
Questa scena principale si svolge su una platea rialzata di qualche gradino, al di fuori della quale i colori delle figure diventano già più diafani, come nel servitore vestito alla turca in basso a destra, che fruga in una grande borsa di pelle. Sopra di esso si vedono alcuni cavalieri, che ricordano da vicino il gruppo sfondo dell'Adorazione dei Magi di Leonardo da Vinci, tanto che si pensa che Dürer dovette studiarne una copia su disegno o su stampa: ad esempio il cavallo che si impenna è quasi identico.
L'edificio in rovina, con gli archi che ricordano l'architettura romana, era tipico delle scene dell'Adorazione e simboleggiava il sorgere del Cristianesimo dal Paganesimo (strutture lapidee) e l'Ebraismo (strutture lignee) in rovina.
Nel primissimo piano, tra frammenti di pietra disconnessi, sono raffigurati con meticolosità, a fronte di veri e propri studi dal vero, una serie di pianticelle e alcuni insetti, come la farfalla bianca, un cervo volante e un grillo. Essi hanno precisi significati simbolici, legati alla salvezza dell'uomo ottenuta tramite il sacrificio di Cristo.